# Bernhard Eckholt
Bernhard Eckholt (* 2. November 1887 in Brokstreek, Landkreis Cloppenburg; † 12. März 1949 in Cloppenburg) war ein deutscher Landwirt und Politiker (Zentrum, NSDAP). Er war von 1922 bis 1930 Abgeordneter des Oldenburgischen Landtages und von 1938 bis 1940 Bürgermeister der Gemeinde Garrel.

## Leben

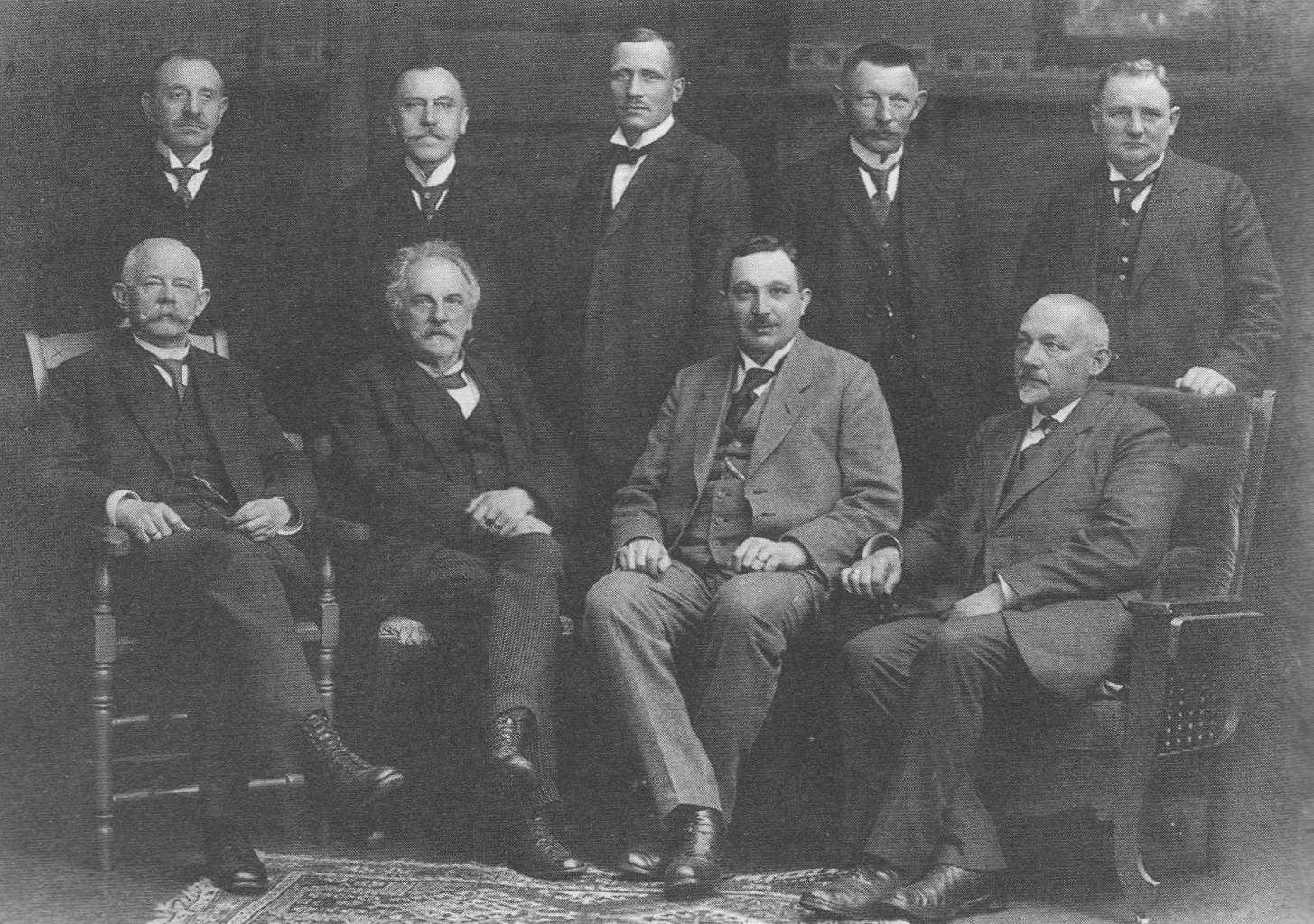
Dritter von links stehend, Zentrumsfraktion im Oldenburger Landtag

Eckholt wurde als Sohn eines Bahnwärters geboren. Er absolvierte zunächst eine Zimmererlehre und bewirtschaftete später einen Hof in Uptloh bei Essen.
Eckholt gehörte der Zentrumspartei an und rückte Ende 1922 für den ausgeschiedenen Abgeordneten Arthur Raschke in den Oldenburgischen Landtag nach. Im Parlament war er durchweg Mitglied des Petitionsausschusses. Am 10. November 1930 legte er sein Landtagsmandat aus beruflichen Gründen nieder; den Sitz übernahm Heinrich Fröhle. Im Anschluss war Eckholt Geschäftsführer der Nebenstelle des Arbeitsamtes Cloppenburg.
Am 18. Juli 1937 beantragte er die Aufnahme in die NSDAP und wurde rückwirkend zum 1. Mai desselben Jahres aufgenommen (Mitgliedsnummer 4.675.031). Von 1938 bis 1940 war er Bürgermeister von Garrel.
Bernhard Eckholt war verheiratet und hatte keine Kinder.